# バディス・リビー
バディス・リビー（Badis Libihi, 1990年3月14日 - ）は、フランス・ナンテール出身のサッカー選手。ポジションはディフェンダー。

## 経歴
ラシン・クラブ・ド・フランスの下部組織に在籍した後、クレールフォンテーヌ国立研究所で経験を積み、リールに入団し2007年11月24日のASナンシー戦でリーグ・アンデビューを果たすも、その後出場はなく2009年SVズルテ・ワレヘムに移籍した。

## 代表歴
U-17フランス代表としてFIFA U-17ワールドカップで準優勝した。U-20アルジェリア代表から招集の打診を受けたこともある。